# Schildkröte (Namibia)
Die Schildkröte (auch Schildkrötenberg) ist ein felsiges Bergmassiv an der Nationalstraße B1, rund 25 Kilometer südlich von Windhoek. Die höchste Erhebung des Massivs erreicht eine Höhe von 2197 m und gehört damit zu den höchsten Bergen Namibias.

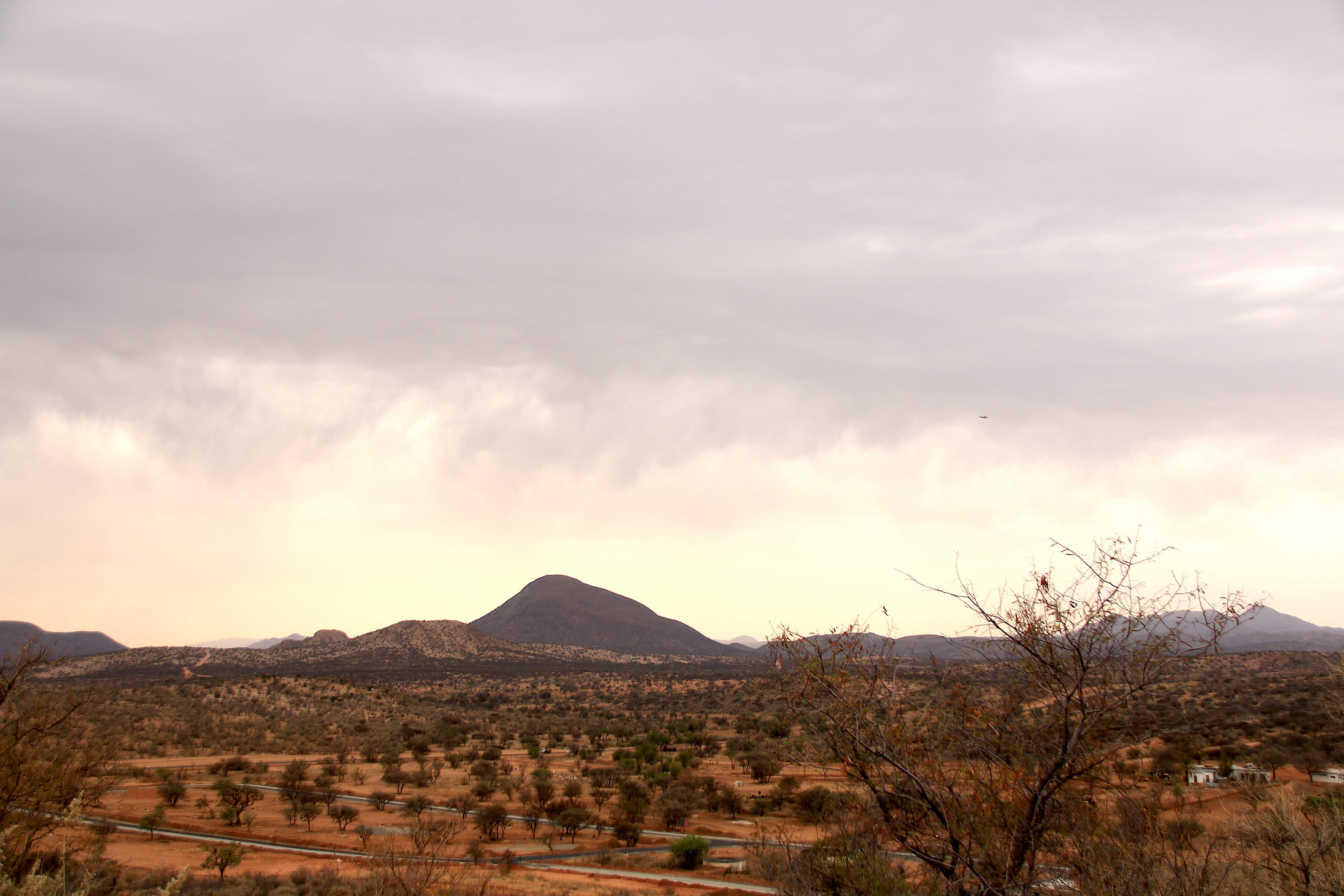
Schildkröte (in Bildmitte) Blick Richtung Süden